# Acalolepta subbasicornis
Acalolepta subbasicornis là một loài bọ cánh cứng trong họ Cerambycidae.